# Вернер Ебелінг
Вернер Ебелінг (нім. Werner Ebeling; 21 листопада 1913, Штаде — 25 серпня 2008, Гаттен) — німецький офіцер, оберст вермахту, генерал-майор бундесверу. Кавалер Лицарського хреста Залізного хреста з дубовим листям.

## Біографія
В березні 1941 року командував 12-ю ротою 220-го піхотного полку 58-ї піхотної дивізії. Учасник Німецько-радянської війни. З серпня 1942 року — ад'ютант, з січня 1944 року — командир свого полку. З вересня 1944 року — командир 154-го гренадерського полку 58-ї піхотної дивізії. 8 травня 1945 року здався союзника в Шлезвіг-Гольштейні. 1 березня 1956 року вступив в бундесвер, командував 11-ю моторизованою дивізією. 30 вересня 1970 року вийшов у відставку.

## Нагороди
- Залізний хрест
  - 2-го класу (14 червня 1940)
  - 1-го класу (5 вересня 1941)
- Штурмовий піхотний знак в сріблі (13 листопада 1941)
- Медаль «За зимову кампанію на Сході 1941/42» (31 липня 1942)
- Німецький хрест в золоті (11 березня 1943)
- Дем'янський щит (1943)
- Почесна застібка на орденську стрічку для Сухопутних військ (27 грудня 1943)
- Нагрудний знак ближнього бою в бронзі (27 грудня 1943)
- Нагрудний знак «За поранення» в чорному (18 березня 1944)
- Лицарський хрест Залізного хреста з дубовим листям
  - лицарський хрест (9 квітня 1944)
  - дубове листя (№763; 5 березня 1945)
- Орден «За заслуги перед Федеративною Республікою Німеччина», командорський хрест (1970)